# 乔·法齐奥
乔·法齐奥（英語：Joe Fazio，1942年9月11日—2011年8月），澳大利亚男子赛艇运动员。他曾代表澳大利亚参加1968年夏季奥林匹克运动会赛艇比赛，获得男子八人单桨有舵手银牌。